# Słowienie

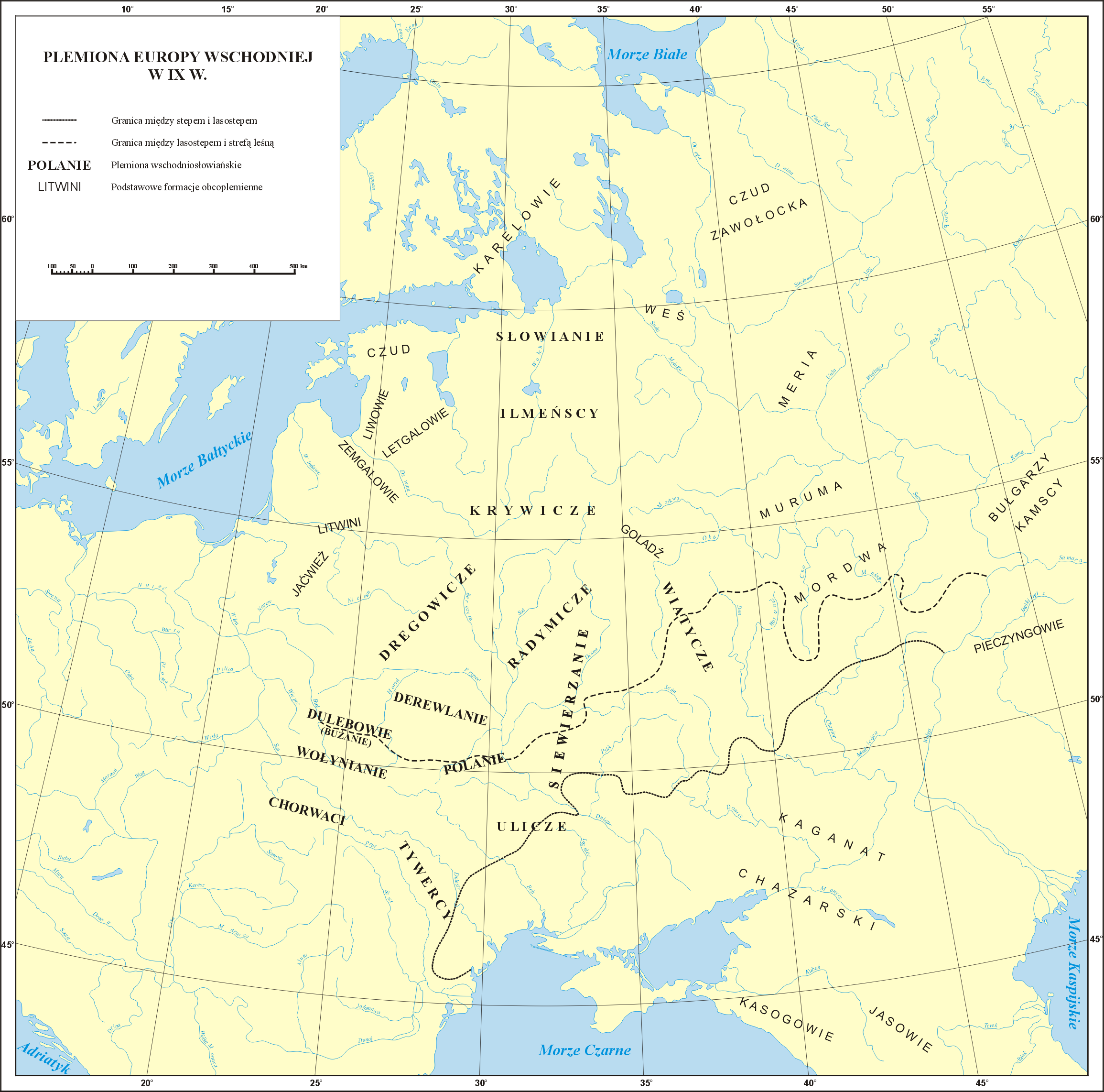
Rozmieszczenie plemion wschodniosłowiańskich (których nazwy zapisano czcionką szeryfową), oraz innych ludów zamieszkujących Europę Wschodnią w VIII–X wieku, w świetle informacji „Powieści dorocznej” (na podstawie opracowania prof. Wojciecha Szymańskiego)

Słowienie (Słowianie Ilmeńscy) – plemię wschodniosłowiańskie, według kroniki Nestora, założyciele Nowogrodu Wielkiego. Być może stanowili północny odłam Krywiczów.
Słowienie przybyli z południa na tereny nad jeziorem Ilmień, gdzie współżyli z innymi plemionami słowiańskimi i plemionami ugrofińskimi. Wraz z nimi Słowienie zaprosili Rusów i szybko zintegrowali się z nimi, stąd wedle Nestora: Nowogrodzianie zaś – ci ludzie są wareskiego rodu, a przedtem byli Słowienie.